# Cheesy (album)
Cheesy è un album in studio di En Esch del 1993.

## Registrazione
Cheesy si sarebbe dovuto intitolare Cheesy Fun ed è il primo album in studio di En Esch, anche attivo nei gruppi KMFDM, Pigface e Slick Idiot. I brani Cum, Gypsy Queen, Ich Bin, Rule the Mob, Granola, Outro e The Past Is Beyond Recovery sono stati registrati ad Amburgo con Günter Schulz e l'allora ingegnere dei KMFDM Blank Fontana.

## Tracce
1. Go Insane – 2:35
2. Confidence – 4:15
3. Cum – 4:23
4. Gypsy Queen – 4:26
5. Ich Bin – 3:50
6. Sweet Venus – 2:58
7. Rule The Mob – 3:26
8. Soy Botones – 6:43
9. Daktari – 11:53
10. Granola – 3:50
11. Outro – 0:55
12. The Past Is Beyond Recovery – 3:39

## Formazione
- En Esch
- Günter Schulz
- Bibi Abel
- Bernadette
- Blank Fontana
- Greg Frey
- Monika Georg
- Mandra Gora
- Rob Hagopian
- Sean Joyce
- Sascha Konietzko
- Andre Meyer
- Sande Satoskar
- Jacques Sehy
- Christine Siewert
- Sanne Sprenger
- Liisa Vihma
- Dean Ween
- Andrew Weiss